# برادسپار
برادسپار (به پرتغالی: Bradespar) شرکت هلدینگ برزیلی است، که دفتر مرکزی آن در شهر سائوپائولو مستقر می‌باشد.
این شرکت در سال ۲۰۰۰ توسط بانکو برادسکو تأسیس شد، که هدف از راه‌اندازی آن، مدیریت بر سرمایه‌گذاری‌های صنعتی بانک و نیز مدیریت بر شرکت‌های در حال ورشکستگی بود، که توسط این بانک خریداری یا تصاحب می‌گردید.
از سال ۲۰۰۵ به بعد، عملیات شرکت برادسپار وارد فاز جدیدی شد و فعالیت‌های خود را بر خریداری معادن شرکت والی اس.ای. و سهام شرکت سی‌پی‌اف‌ال انرژیا متمرکز نمود. در حال حاضر بخشی از سهام شرکت برادسپار در بازار بورس سائوپائولو و بورس مادرید دادوستد می‌شود.